# Prefectura autónoma buyei y miao de Qiannan
Qiannan (en chino, 黔南; pinyin, Qiánnán, léase Chián-Nan) es una prefectura autónoma de la República Popular de China perteneciente a la provincia de Guizhou. Su capital es Duyún (都匀). Limita al norte con Zunyi; al sur, con la región autónoma de Guangxi; al oeste, con Anshun; y, al este, con la prefectura autónoma miao y dong de Qiandongnan. Su área es la tercera más grande con sus 26.195 km² y su población total para 2020 superó los 3,49 millones de habitantes.

## Toponimia
Qiannan indica donde está ubicada la prefectura con respecto a la provincia Guizhou donde yace. Su nombre se forma de Qian (abreviación de la Provincia Guizhou) y Nan (南 sur), "sur de Qian (Guizhou)".
Como las otras regiones autónomas, se caracteriza por estar asociada a un grupo étnico minoritario, en este caso, los buyei y los miao. La región recibió la condición de "autónomo" cuando se estableció la " Prefectura autónoma buyei y miao de Qiannan" el 8 de agosto de 1956.

## Administración
La prefectura autónoma Qiannan está conformada de 12 localidades que se administran 2 ciudades, 9 condados y 1 condados autónomo:
- ciudad Duyun (都匀市)
- ciudad Fuquan (福泉市)
- condado Libo (荔波县)
- condado Guiding  (贵定县)
- condado Weng'an (瓮安县)
- condado Dushan  (独山县)
- condado Pingtang (平塘县)
- condado Luodian (罗甸县)
- condado Changshun (长顺县)
- condado Longli  (龙里县)
- condado Huishui (惠水县)
- condado a. Sandu (三都水族自治县)